# Rokoko-Festspiele

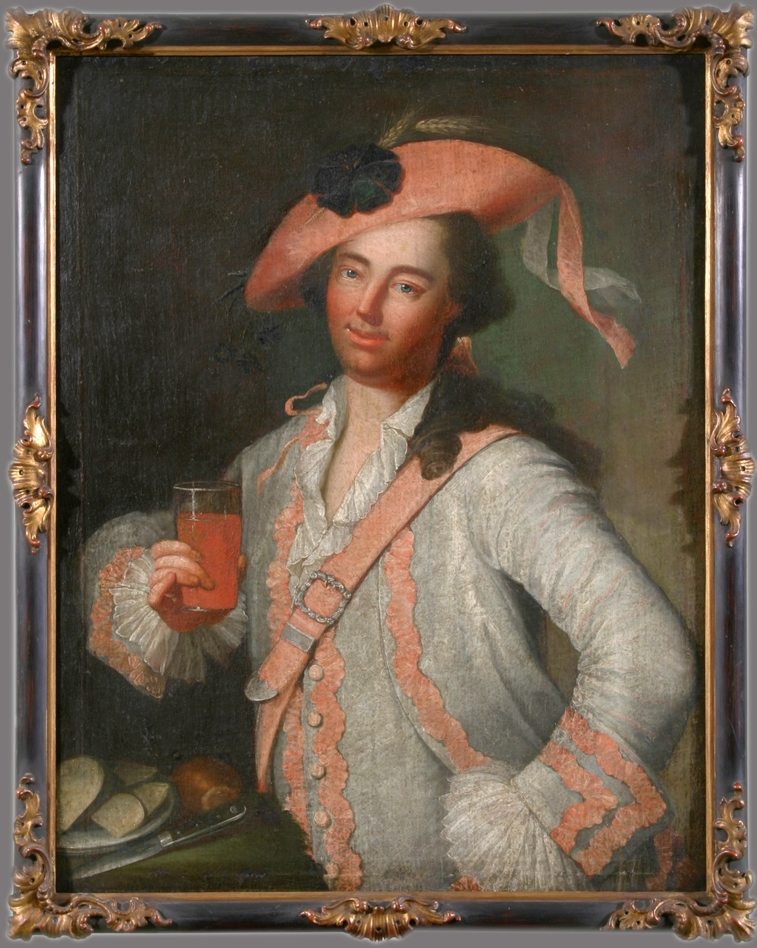
Markgraf Carl Wilhelm Friedrich als Schäfer kostümiert

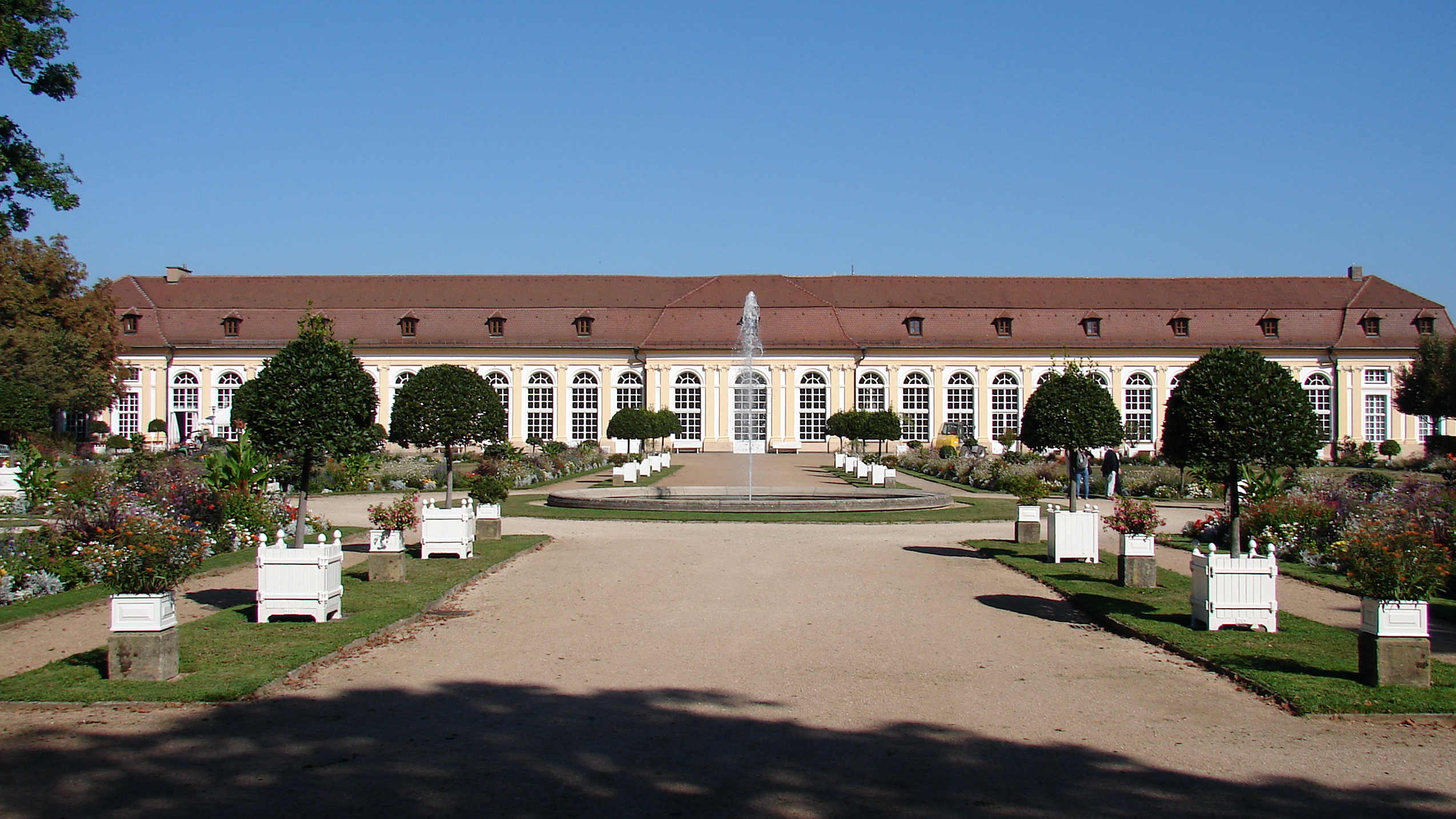
Spielort der Rokoko-Festspiele im Ansbacher Hofgarten mit Orangerie

Die Rokoko-Festspiele sind in Ansbach stattfindende Festspiele, welche das höfische Leben zur Zeit des Markgrafen Carl Wilhelm Friedrich von Brandenburg-Ansbach und dessen Ehefrau Christiane Charlotte von Württemberg-Winnental (1694–1729) miterleben lassen.
Der Markgraf regierte zur Zeit des Rokoko von 1729 bis 1757, die Stadt trug damals offiziell noch den Namen „Onolzbach“. Als Spielorte dienen authentische Kulissen, im Besonderen der Hofgarten, der Innenhof der markgräflichen Residenz und die ehemalige Hofkirche St. Gumbertus. Die Darsteller der Festspiele sind Mitglieder des Ansbacher Heimatvereins, sie pflegen die Kostüme und die historischen Tänze wie zum Beispiel Gavotte, Menuett und Allemande.
Die Festspiele finden alljährlich Anfang Juli statt.

## Geschichte
Die Rokoko-Festspiele haben sich aus dem Theaterstück „Der Wilde Markgraf“ entwickelt, welches der Heimatdichter Konrad Friedrich geschrieben hatte. Am 10. Juni 1894 wurde es uraufgeführt.
Mit den Jahren wurden weitere thematisch passende Theaterstücke hinzugefügt und historische Festumzüge durchgeführt.1932 wurde auch der Besuch König Friedrichs des Großen von 1743 in Ansbach gespielt.
Im Jahr 1949 wurde der Heimatverein Ansbach e. V. gegründet, nun wurden im Laufe der Zeit die Rokoko-Festspiele entwickelt. Die Markgrafen- und Rokokotanzgruppe studiert die historischen Tänze ein und führt sie in historischen Gewändern vor.
Die Kostüme und Perücken werden mit großem Aufwand anhand historischer Fürstenportraits entwickelt und geschneidert.